# Madagaskar na Letních olympijských hrách 2008
Madagaskar se zúčastní Letní olympiády 2008 ve 3 sportech. Zastupovat ho budou 4 sportovci.

## Atletika
Berlioz Andriamihaja, Harifidy Nirina Ramilijaona

## Box
Jean de Dieu Soloniaina

## Judo
Norbert Elie